# Федеральная резервная система
Федера́льная резе́рвная систе́ма (Federal Reserve System, ФРС, Федеральный резерв, the Fed) — специально созданное 23 декабря 1913 года независимое федеральное агентство для выполнения функций центрального банка и осуществления централизованного контроля над коммерческой банковской системой Соединённых Штатов Америки.

## Характеристика
В ФРС входят 12 федеральных резервных банков, расположенных в крупнейших городах, около трёх тысяч коммерческих так называемых банков-членов, назначаемый президентом Совет управляющих, Федеральный комитет по операциям на открытом рынке и консультационные советы. Основанием для создания является Закон о Федеральном резерве.  В управлении ФРС определяющую роль играет государство, хотя форма собственности капитала является частной — акционерная с особым статусом акций.
С точки зрения управления ФРС является независимым органом в правительстве США. Как национальный центральный банк ФРС получает полномочия от Конгресса США. Независимость в работе обеспечивается тем, что принимаемые решения о кредитно-денежной политике не должны быть одобрены президентом США или кем-либо иным из исполнительной или законодательной ветвей власти. ФРС не получает финансирования от Конгресса. Срок полномочий членов Совета управляющих ФРС охватывает несколько сроков президентских полномочий и членов Конгресса. В то же время ФРС подконтрольна Конгрессу, который часто анализирует деятельность ФРС и может изменить обязанности ФРС законодательным образом.
Федеральная резервная система ответственна за создание благоприятных условий для максимальной занятости, сохранение низкой и стабильной инфляции, а также безопасной и эффективной финансовой системы.
С 2006 по 2014 год пост председателя совета управляющих ФРС занимал Бен Бернанке. В феврале 2014 года его сменила Джанет Йеллен, которая в течение двух лет работала его заместителем. С 5 февраля 2018 года главой Федеральной резервной системы является Джером Пауэлл.

## История ФРС
Первым учреждением, выполнявшим функции центрального банка США, был Первый банк Соединённых Штатов, созданный Александром Гамильтоном в 1791 году. Его полномочия не были продлены в 1811 году. В 1816 году был образован Второй банк Соединённых Штатов; его полномочия не были продлены в 1836 после того, как он стал объектом критики со стороны президента Эндрю Джексона. С 1837 по 1862 годы центрального банка формально не существовало. Это время называют «эрой свободных банков» в США. С 1862 до 1913 года в США по соответствующему закону действовала система национальных банков. Серия банковских паник в 1873, 1893 и 1907 годах создала серьёзный спрос на создание централизованной банковской системы.
Хронология центральных банков США:

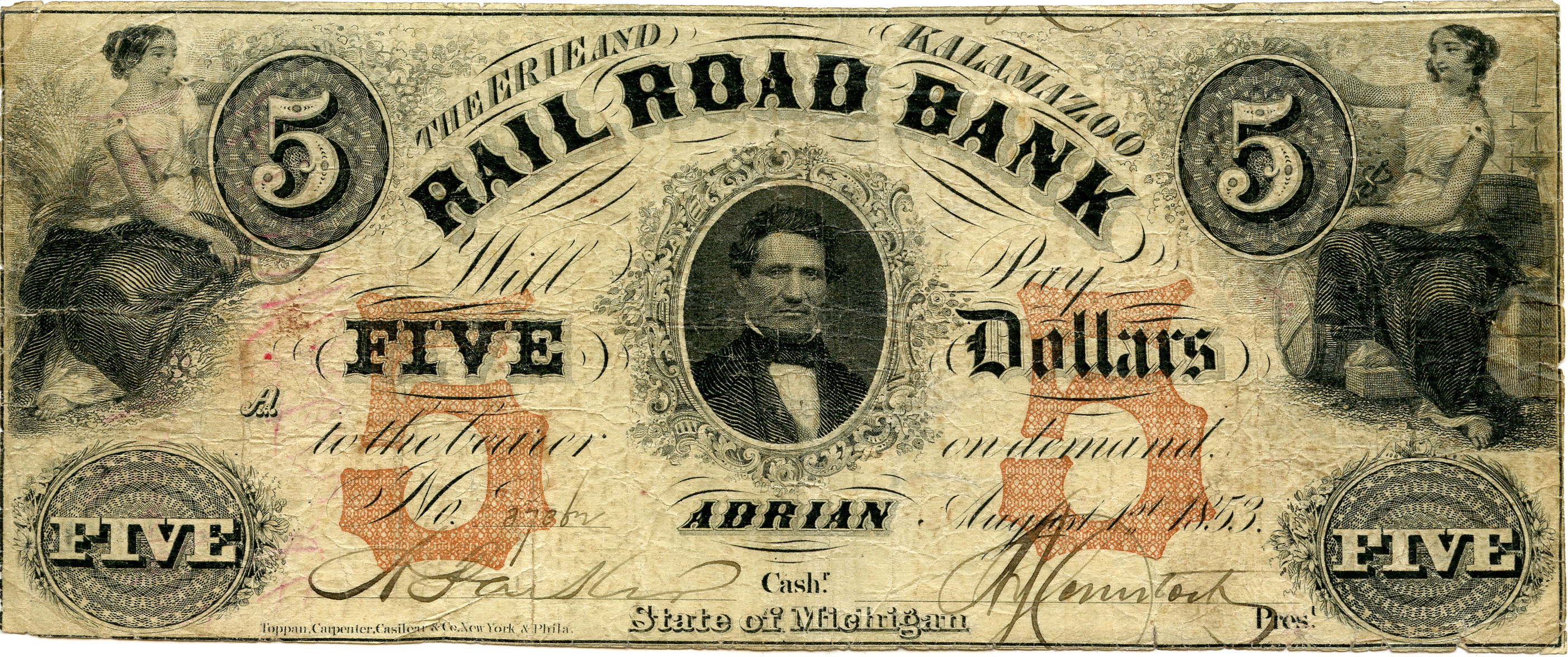
Пятидолларовая банкнота одного из американских банков 1853 года

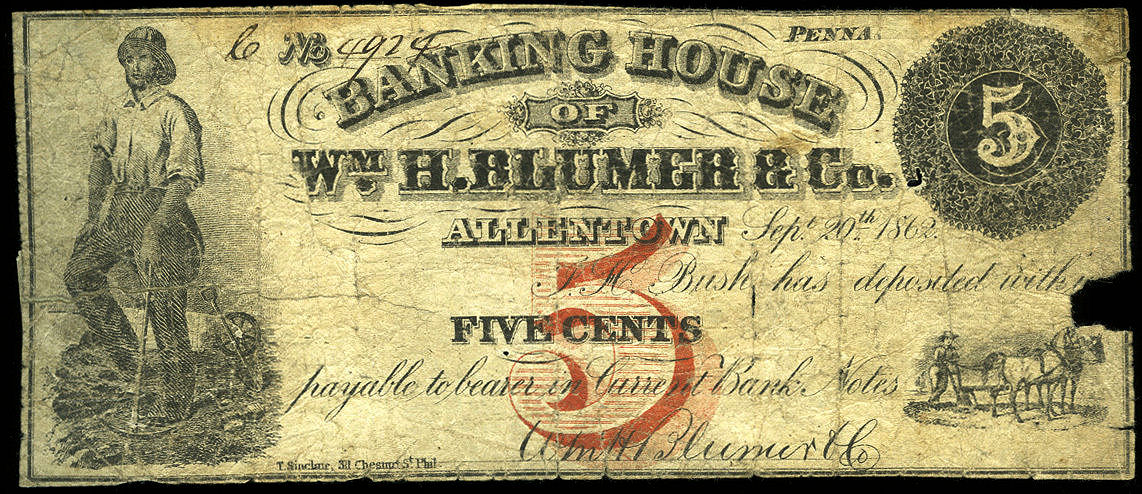
Пятицентовая банкнота одного из американских банков 1862 года

- 1791 — 1811: Первый банк Соединённых Штатов;
- 1811 — 1816: Центральный банк отсутствовал;
- 1816 — 1836: Второй банк Соединённых Штатов;
- 1837 — 1862: «Эра свободных банков»;
- 1863 — 1913: Национальные банки;
- 1913 — настоящее время: Федеральная резервная система.

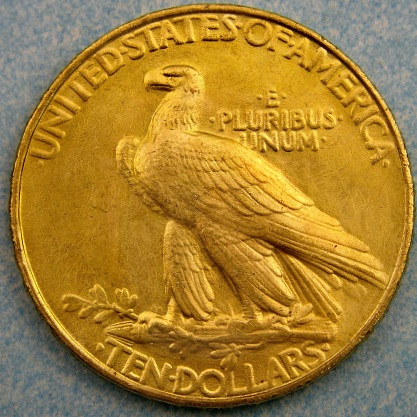
Десятидолларовая золотая монета 1907 года

В середине XIX века денежное обращение США было в кризисном состоянии: к началу гражданской войны в стране обращалось 7 тыс. видов банкнот разных банков различного номинала, в том числе 5,5 тыс. видов подделанных банкнот. Лишь в 1864 году был принят федеральный закон, по которому каждый банк должен был обеспечивать депозиты клиентов определёнными резервами, величина которых зависела от статуса банка. При этом банки получили право хранить часть своих резервов в банках Нью-Йорка, что способствовало усилению позиций этих банков. В 1900 году был принят закон о золотом стандарте, который положил конец биметаллизму и утвердил золото в качестве единственного денежного металла.
Инициатива создания в США центрального банка исходила от банковских кругов страны, прежде всего от наиболее могущественных нью-йоркских банкиров. При этом шли острые дискуссии о степени государственного и частного участия в руководстве центральной банковской системой.

### Создание третьего центрального банка
В течение последней четверти XIX века и начала XX века экономика США прошла через череду финансовых паник. Главным импульсом к созданию третьего центрального банка стала банковская паника 1907 года. Многие экономисты и сторонники Федеральной резервной системы утверждали, что предыдущие системы обладали двумя основными недостатками: «неэластичной» валютой и недостатком ликвидности. В 1908 году, после финансового кризиса 1907 года, Конгресс принял акт Олдрича-Вриланда, по которому создавалась Национальная денежная комиссия с целью проработки возможных вариантов денежной и банковской реформы.

### Закон о Федеральном резерве
Сенатор Нельсон Олдрич основал две комиссии: одну — для глубокого изучения американской денежной системы, другую (которую возглавлял сам Олдрич) — для изучения и подготовки отчётов по европейским банковским системам. Приехав в Европу с негативным отношением к центральным банкам, Олдрич изменил своё мнение, изучив немецкую банковскую систему, и пришёл к выводу о её преимуществах перед системой выпускаемых государством облигаций, которую Олдрич предпочитал ранее. Идея центрального банка встретила жёсткую критику со стороны оппозиционных политиков, которые относились к ней с подозрением и выдвигали против Олдрича обвинения в необъективности из-за его близких отношений с богатыми банкирами (такими как Дж. П. Морган) и ввиду брака его дочери с Джоном Д. Рокфеллером-младшим.
В 1910 году ведущие финансисты США (сам Нельсон Олдрич, банкиры Пол Варбург, Фрэнк Вандерлип, Гарри Дэвидсон, Бенджамин Стронг, помощник секретаря казначейства США Пиатт Эндрю) в течение десяти дней проводили «мозговой штурм» на острове Джекилл для выработки компромисса относительно структуры и функций будущего центрального банка. Результатом стала схема, которую Олдрич представил Конгрессу США.
Олдрич выступал за полностью частный центральный банк с минимальным вмешательством государства, но пошёл на уступку в том, что государство должно быть представлено в совете директоров. Большинство республиканцев одобряло план Олдрича, но их поддержки было недостаточно для прохождения закона в Конгрессе. Прогрессивные демократы предпочитали резервную систему, находящуюся в собственности и под управлением государства, неподконтрольную банкирам и биржевикам. Консервативные демократы защищали идею частной, но децентрализованной резервной системы, которая через децентрализацию выводилась бы из-под контроля Уолл-стрит. Закон о Федеральном резерве, принятый Конгрессом в 1913 году, отражал мнение преимущественно представителей Демократической партии США; большинство республиканцев выступало против его принятия.
В результате в декабре 1913 года была создана Федеральная резервная система как независимое агентство правительства США. Президент и конгресс были лишены права непосредственно вмешиваться в деятельность ФРС, однако могли издавать регулирующие её законы.

### Между двумя войнами
1923 год — для координации деятельности ФРС создан Комитет инвестиций открытого рынка (англ. Open Market Investment Committee (OMIC)). В него вошли управляющие федеральных резервных банков Нью-Йорка, Бостона, Филадельфии, Чикаго и Кливленда.
1930 год — на смену Комитету пришла Ассоциация политики открытого рынка (англ. Open Market
Policy Conference (OMPC)), в состав которой вошли управляющие и члены совета директоров 12 федеральных резервных банков.
1933 год — сформирована Федеральная корпорация страхования депозитов (англ. Federal Deposit Insurance Corporation (FDIC)). Совет ФРС получил право вносить изменения в резервные требования банков, входящих в ФРС.
1935 год — после принятия Банковского закона (Banking Act) структура ФРС приобрела вид, существующий и поныне: Совет получил имя Совета управляющих (англ. Board of Governors) ФРС, состоящего из 7 человек, один из которых является председателем Совета. В Совет больше не входили министр финансов и контролёр денежного управления. Управляющих резервных банков переименовали в президентов, Ассоциация политики открытого рынка получила название Федерального комитета открытого рынка (Federal Open Market Committee (FOMC)).

### Современная история ФРС
Во время Второй мировой войны перед финансовой системой США была сформулирована цель удешевить для федерального правительства финансирование военных расходов. В 1942 году ФРС как эмиссионный центр официально обязалась поддерживать низкую доходность по государственным долговым ценным бумагам — для краткосрочных казначейских векселей — не более 0,375 %, а по долгосрочным облигациям (Bonds) — не более 2,5 % годовых. Взяв такие обязательства, Федеральная резервная система уже не могла влиять на объём закупаемых государственных долговых ценных бумаг. Если Казначейство продавало новые векселя или население хотело продать ранее приобретённые, из-за чего цены на них на открытом рынке начинали снижаться (увеличивался дисконт), то ФРС была вынуждена выкупать излишки, чтобы не допускать роста доходности. Это приводило к увеличению денежных обязательств ФРС, которая фактически утратила возможность влиять на размер денежной базы в стране. У Министерства финансов была возможность регулярно получать практически любое количество денег, которые формально были займами под невероятно низкий процент, но в реальности ФРС производила постоянную эмиссию денег. В послевоенный период практика низких процентов по государственному долгу была продолжена, несмотря на рецессию в экономике и инфляцию 14 % в 1947 году, 8 % в 1948 году. Тогдашний председатель ФРС Марринер Экклз пытался противодействовать такой политике, но президент Гарри Трумэн заменил его на Томаса Маккейба.
Чтобы снизить инфляцию, цены и размер заработной платы искусственно сдерживались через постоянный контроль со стороны «Управления по регулированию цен» (существовало с 1941 по 1947 год). В 1950 году началась Корейская война, инфляция превысила 21 % и был восстановлен контроль цен в лице Управления по стабилизации цен (существовало с 1951 по 1953 год). По сути экономические меры воздействия были заменены на административные. При этом от ФРС требовали сохранить низкие кредитные ставки, с одновременным снижением инфляции и безработицы. Марринер Экклз заявил: «Либо Федеральная резервная система должна быть признана как имеющая некоторый независимый статус, либо её следует рассматривать просто как агентство или бюро казначейства».
В 1951 году президент Гарри Трумэн пригласил в Белый дом представителей ФРС и Министерства финансов США, которые в итоге заключили «Соглашение». Министерство финансов отказывалось от принуждения ФРС к покупкам казначейских ценных бумаг. ФРС получала самостоятельность в проведении денежно-кредитной политики для стабилизации макроэкономики без привязки к потребностям Минфина в заимствованиях. ФРС начала проводить политику, направленную на стабильность цен. Уильям Мартин, в то время помощник министра финансов, был главным посредником. Три недели спустя он был назначен председателем ФРС, заменив Маккейба.
Было много опасений, что отказ ФРС от постоянной поддержки обрушит свободный рынок государственных долговых ценных бумаг. Уход с рынка облигаций привёл к внутренней реорганизации политики ФРС — ведущая роль стала отводиться Федеральному комитету по операциям на открытом рынке. Ёмкий и ликвидный рынок действительно был создан.
После заключения Соглашения ФРС поддерживала умеренные темпы роста денежной массы, сравнительно мало снижавшие покупательную способность доллара. Ha протяжении последующих четырнадцати лет среднегодовые темпы инфляции потребительских цен составляли менее 1,5 %.
В июле 1979 года президент США Джимми Картер назначил Пола Волкера председателем ФРС. Волкер сумел обуздать инфляцию, сократив её с 13-14 % (1979—1980 годы) до 1 % (1986 год) путём сокращения денежной эмиссии и ужесточения денежной политики. На посту председателя ФРС Пола Волкера в 1987 году сменил Алан Гринспен. С февраля 2006 года пост председателя ФРС занимал Бен Бернанке, которого в 2014 году сменила Джанет Йеллен. С 2018 года по нынешнее время этот пост занимает Джером Пауэлл.

## Юридический статус ФРС
Закон о Федеральном резерве 1913 года определяет, что ФРС состоит из региональных федеральных резервных банков, которые имеют статус самостоятельного юридического лица, но управление которыми осуществляет назначенный президентом США Совет управляющих ФРС.
В целом, вся система ФРС является независимым федеральным агентством правительства США.
В 1982 году суд центрального округа штата Калифорния вынес постановление по делу «Джон Льюис против Соединённых Штатов», в котором определил, что федеральные резервные банки, входящие в структуру ФРС, не являются учреждениями, к которым могут быть предъявлены иски частных лиц по закону об исках к государственным организациям и служащим (Федеральный закон о возбуждении деликтных исков). Данное постановление суда относится к практике применения Федерального закона о возбуждении деликтных исков к федеральным резервным банкам и не выносит никаких определений относительно статуса ФРС в целом.

## Функции ФРС
Текущие функции ФРС:
- выполнение обязанностей центрального банка США;
- поддержание баланса между интересами коммерческих банков и общенациональными интересами;
- обеспечение надзора и регулирования банковских учреждений;
- защита кредитных прав потребителей;
- поддержка роста денежно-кредитных агрегатов, соответствующего в долгосрочной перспективе экономическому потенциалу увеличения производства;
- содействие эффективному достижению целей по максимизации занятости;
- поддержание стабильности цен и обеспечение умеренных долгосрочных процентных ставок;
- обеспечение стабильности финансовой системы, контроль системных рисков на финансовых рынках;
- предоставление финансовых услуг депозитариям, в том числе правительству США и официальным международным учреждениям;
- участие в функционировании системы международных и внутренних платежей;
- устранение проблем с ликвидностью на местном уровне[11].

## Организационная структура

### Структура ФРС
- 12 региональных федеральных резервных банков — обеспечивают банковские услуги для депозитных учреждений и для федерального правительства. Они обслуживают счета депозитарных институтов и обеспечивают различный сервис выплат, включая инкассацию чеков, электронный перевод денежных средств, занимаются распределением и сбором наличных денежных средств (банкнот и монет). Для федерального правительства резервные банки действуют в качестве фискальных агентов (учреждений, осуществляющих управление денежными фондами государства, в том числе: управляющих счетами государства, выделенными для отражения налоговых и иных поступлений в бюджет, а также для осуществления государственных расходов; хранящих официальные государственные резервы; управляющих внешним и внутренним государственным долгом, в частности, организующих размещение государственных облигаций и иных подобных государственных ценных бумаг; роль такого агента выполняет центральный банк страны)[13].
- Банки-члены — юридически обязаны подписаться на акции их региональных федеральных резервных банков в размере 6 процентов от их капитала, причём 3 процента должны быть выплачены сразу, а ещё 3 должны быть выплачены по первому требованию совета управляющих. Согласно закону, за эти акции они ежегодно получают фиксированные дивиденды в размере 6 процентов, если капитал банка-члена не превышает 10 000 000 000 долларов. Для банка-члена, чей капитал превышает 10 000 000 000 долларов, дивиденды ограничены ставкой равной наибольшей доходности 10-летних казначейских облигаций, проданных на последнем аукционе, проведенном перед выплатой дивидендов. При этом, доходность от дивидендов также не может превышать 6 процентов (Закон о Федеральной резервной системе. Секция 7 - Распределение доходов (англ.).). Банки-члены также имеют право принимать участие в выборе членов (класс А и класс В) совета директоров резервных банков[13].

1. Национальные банки — банки, которые получают чартер (право на осуществление банковской деятельности) от федерального правительства. На 19 января 2012 года общее количество составляет 1933 банка[14]. Эти банки по закону являются членами ФРС[15].
2. Банки штатов — банки, зарегистрированные властями штата и ведущие операции в его пределах. На 19 января 2012 года общее количество составляет 5430 банков штатов, из них членами ФРС являются 829 банков[14].

- Совет управляющих ФРС — федеральный орган власти[13], состоящий из 7 человек, которые назначаются президентом США и утверждаются сенатом.
- Федеральный комитет по операциям на открытом рынке ФРС США (FOMC)
- Несколько консультационных советов и рабочих комитетов. Три из них напрямую консультируют совет управляющих. Первые два установлены законом, третий был создан непосредственно советом управляющих[16].

1. Потребительский консультативный совет[англ.]
2. Консультативный совет общества депозитарных институтов[англ.]
3. Федеральный консультационный совет[англ.]

Ниже схематически представлена структура ФРС, где наглядно показаны её составляющие (с разной формой собственности) и объёмом власти (влияния).
|                                                     |         | Федеральное правительство через президента США  |              |                                              |
|                                                     |         | ↓ назначение                                    |              |                                              |
| «FOMC» и консультационные советы и рабочие комитеты | → совет | Совет управляющих Федеральной резервной системы |              | Банки-члены                                  |
|                                                     |         | ↓управление                                     |              | ↓акционеры                                   |
|                                                     |         | Советы управляющих Федеральных резервных банков | → управление | 12 региональных Федеральных резервных банков |

### Высшее руководство

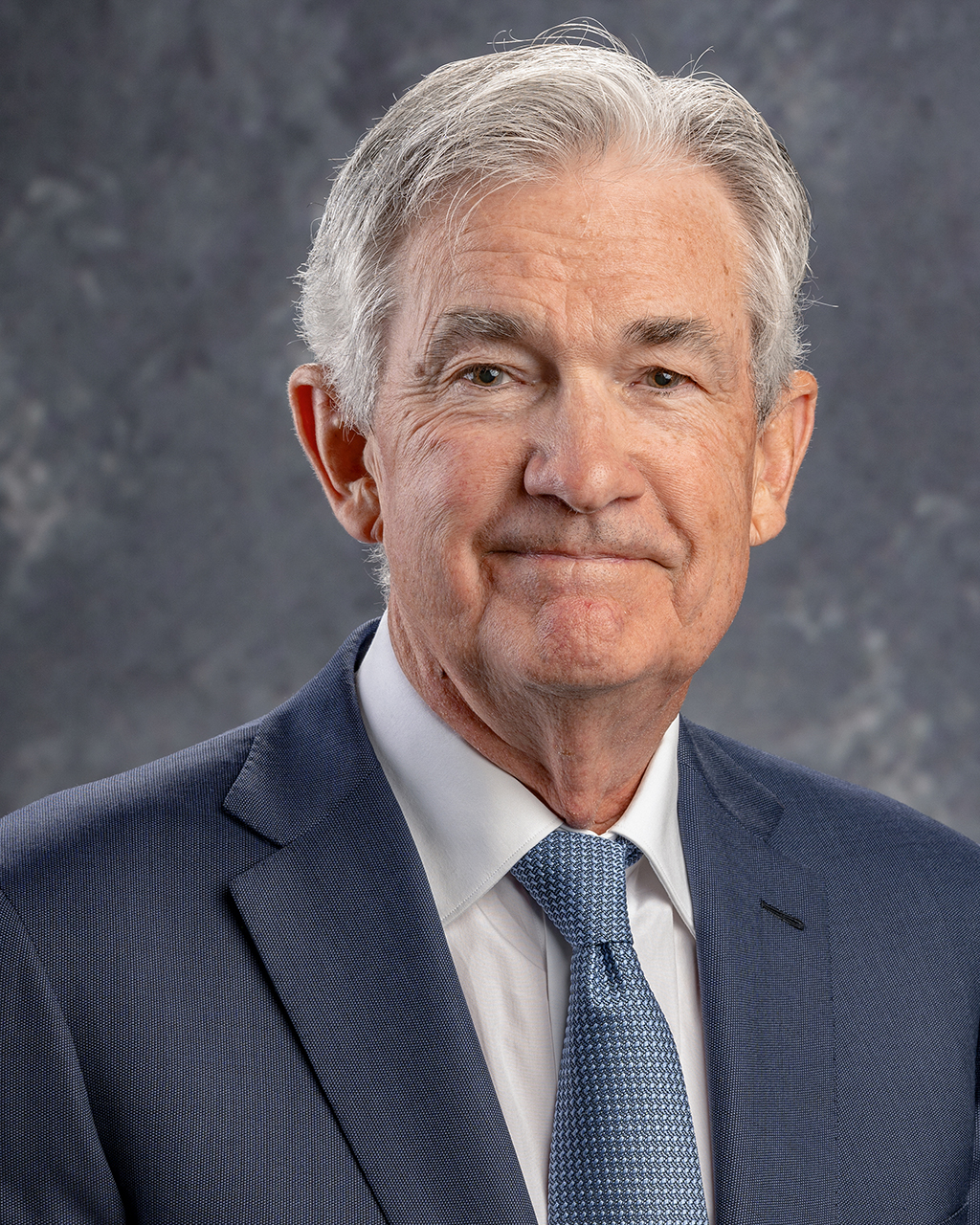
Джером Пауэлл (председатель Совета управляющих ФРС)

Руководящим органом ФРС является Совет управляющих ФРС в составе 7 членов, которых назначает президент США с одобрения сената. Каждый член Совета назначается сроком на 14 лет без права продления полномочий. Раз в два года назначается один член Совета, и каждый президент, таким образом, может назначить только двух членов (либо четырёх, если президент избирается на второй срок), при условии, что кто-либо не освобождает пост раньше срока.
Совет управляющих возглавляют председатель и его заместитель, которые выбираются президентом из семи членов Совета сроком на четыре года без ограничений на продление полномочий.
Законом о ФРС предусматривается право президента США уволить любого члена Совета. Так, президент Рейган уволил председателя Совета Пола Волкера в 1987 году.
На 2015 год в системе ФРС работало 18 574 человека.
На 29 сентября 2022 года членами Совета являются:
| Портрет                                                     | Член Совета                               | Вступил в должность                                                  | Окончание полномочий                                |
| ----------------------------------------------------------- | ----------------------------------------- | -------------------------------------------------------------------- | --------------------------------------------------- |
|                                                             | Джером Пауэлл (председатель)              | 5 февраля 2018 (в качестве председателя) 23 мая 2022 (reappointment) | 15 мая 2026 (в качестве председателя)               |
| 25 мая 2012 (в качестве члена) 16 июня 2014 (reappointment) | Джером Пауэлл (председатель)              | 31 января 2028 (в качестве члена)                                    |                                                     |
|                                                             | Лайл Брейнард (заместителем председатель) | 23 мая 2022 (в качестве заместителем председателя)                   | 15 мая 2026 (в качестве заместителем председателя)  |
| 16 июня 2014 (в качестве члена)                             | Лайл Брейнард (заместителем председатель) | 31 января 2026 (в качестве члена)                                    |                                                     |
|                                                             | Michael Barr (заместителем председатель)  | 19 июля 2022 (в качестве заместителем председателя)                  | 13 июля 2026 (в качестве заместителем председателя) |
| 19 июля 2022 (в качестве члена)                             | Michael Barr (заместителем председатель)  | 31 января 2032 (в качестве члена)                                    |                                                     |
|                                                             | Michelle Bowman                           | 26 ноября 2018 1 февраля 2020 (reappointment)                        | 31 января 2034                                      |
|                                                             | Christopher Waller                        | 18 декабря 2020                                                      | 31 января 2030                                      |
|                                                             | Лиза Кук                                  | 23 мая 2022                                                          | 31 января 2024                                      |
|                                                             | Philip Jefferson                          | 23 мая 2022                                                          | 31 января 2036                                      |

Центральные учреждения ФРС находятся в Вашингтоне.
Функции Совета:
- надзор за системным функционированием ФРС;
- принятие решений в области регулирования;
- определение требований к валютному резервированию.

### Федеральные резервные банки

Карта региональных отделений ФРС

Совету управляющих подчинены 12 региональных отделений ФРС, называемых «федеральными резервными банками». Региональные отделения географически расположены в 25 филиалах и осуществляют свои полномочия в закреплённых за ними штатах, называясь по имени тех городов, в которых расположены их штаб-квартиры (Сан-Франциско, Канзас-Сити и т. п.).
Каждое региональное отделение имеет собственный совет управляющих, состоящий из 9 членов и разбитый на классы A, B и C, по три человека в каждом:
- три управляющих класса A выбираются банками — членами ФРС из числа собственных представителей (один от крупных банков[22], один от средних, один от малых);
- три управляющих класса B выбираются банками — членами ФРС из числа людей, не работающих в банковской системе (один от крупных банков, один от средних, один от малых). Ни один из управляющих класса В не может быть должностным лицом, управляющим или служащим любого другого банка;
- три управляющих класса C назначаются советом управляющих ФРС. Также как и управляющие класса В, они не имеют права быть должностным лицом, управляющим, служащим, а также акционером любого другого банка[23].

Президент каждого регионального отделения назначается с согласия совета управляющих ФРС.
Каждый регион имеет цифровое и буквенное обозначение в алфавитном порядке согласно списку:
| Номер территории | Буква | Расположение центра             | Федеральный резервный банк               | Сайт                           |
| ---------------- | ----- | ------------------------------- | ---------------------------------------- | ------------------------------ |
| 1                | A     | Бостон (штат Массачусетс)       | Федеральный резервный банк Бостона       | http://www.bos.frb.org         |
| 2                | B     | Нью-Йорк (штат Нью-Йорк)        | Федеральный резервный банк Нью-Йорка     | http://www.newyorkfed.org      |
| 3                | C     | Филадельфия (штат Пенсильвания) | Федеральный резервный банк Филадельфии   | http://www.philadelphiafed.org |
| 4                | D     | Кливленд (штат Огайо)           | Федеральный резервный банк Кливленда     | http://www.clevelandfed.org    |
| 5                | E     | Ричмонд (штат Виргиния)         | Федеральный резервный банк Ричмонда      | http://www.richmondfed.org     |
| 6                | F     | Атланта (штат Джорджия)         | Федеральный резервный банк Атланты       | http://www.frbatlanta.org      |
| 7                | G     | Чикаго (штат Иллинойс)          | Федеральный резервный банк Чикаго        | http://www.chicagofed.org      |
| 8                | H     | Сент-Луис (штат Миссури)        | Федеральный резервный банк Сент-Луиса    | http://www.stlouisfed.org      |
| 9                | I     | Миннеаполис (штат Миннесота)    | Федеральный резервный банк Миннеаполиса  | http://www.minneapolisfed.org  |
| 10               | J     | Канзас-Сити (штат Миссури)      | Федеральный резервный банк Канзас-Сити   | http://www.kansascityfed.org   |
| 11               | K     | Даллас (штат Техас)             | Федеральный резервный банк Далласа       | http://www.dallasfed.org       |
| 12               | L     | Сан-Франциско (штат Калифорния) | Федеральный резервный банк Сан-Франциско | http://www.frbsf.org           |

Функции региональных отделений ФРС:
- устанавливать учётные ставки с разрешения совета управляющих ФРС;
- отслеживать состояние местных экономических и финансовых учреждений;
- предоставлять финансовые услуги правительству США и другим депозитариям.

### Федеральный комитет по открытому рынку
Между советом управляющих ФРС и региональными отделениями ФРС организационно находится Федеральный комитет по открытому рынку (FOMC), являющийся ключевым органом, заведующим монетарной политикой. Его решения направлены на стимулирование экономического роста при сохранении стабильности цен и денежного обращения.
Федеральный комитет по открытому рынку состоит из 12 членов:
- 7 членов совета управляющих ФРС
- 4 члена из числа президентов ФРБ — избираются на один год на ротационной основе. Ротация заключается в том, что каждый год совет управляющих ФРС избирает одного члена из числа президентов ФРБ в каждой из четырёх групп:

1. Бостон, Филадельфия, и Ричмонд
2. Кливленд и Чикаго
3. Атланта, Сент-Луис, и Даллас
4. Миннеаполис, Канзас-Сити, и Сан-Франциско

- президент ФРБ Нью-Йорка служит на постоянной основе. Считается, что пост президента совета управляющих федерального резервного банка Нью-Йорка является вторым по значимости в руководящей структуре ФРС. В администрации 44-го президента США Барака Обамы пост 75-го министра финансов занял Тимоти Гайтнер, ранее возглавлявший ФРБ Нью-Йорка.

Не имеющие права голоса президенты ФРБ посещают заседания Комитета, участвуют в дискуссиях и оценке экономики и возможных вариантов развития. Протоколы заседаний комитета регулярно публикуются на официальном сайте ФРС. Календарь заседаний и время публикации протоколов заранее известны и являются значимыми финансовыми новостями.

### Банки-члены
Любой коммерческий банк, соответствующий требованиям ФРС, может стать собственником (акционером) местного регионального отделения.
На 19 января 2012 года:
- количество национальных банков составляет 1933 банка, все являются членами ФРС;
- банки штатов — 5430 банков, из которых 829 банков являются членами ФРС. Таким образом, из 7363 банков членами являются 2762, что составляет около 38 % от общего количества.

Функции банков — акционеров ФРБ:
- получение фиксированного дивиденда по акциям ФРБ взамен на внесённый депозит;
- участие в выборах 6 из 9 управляющих местного регионального отделения (классов A и B).

Списки банков, входящих в состав ФРС, опубликованы на сайтах соответствующих региональных отделений.

## Особенности ФРС как центрального банка

### Форма собственности капитала
Капитал федеральных резервных банков имеет акционерную форму собственности и сформирован при продаже акций этих банков. Основными покупателями являются коммерческие банки, которые не получают права голоса, но могут избирать 6 из 9 управляющих местного регионального отделения, а также получать дивиденды. В этом плане США отличаются от стран, где капитал центрального банка полностью принадлежит государству (Великобритания, Канада) или является акционерным с долей государства в нём (Бельгия, Япония).
Акции федеральных резервных банков, получаемые банками в обмен на резервный капитал, обладают рядом ограничений: их невозможно продать или обменять, по ним выплачивается фиксированный дивиденд — 6 % годовых, не зависящий от прибыли ФРС.

### Операционная прибыль

Выплаты Федеральной резервной системы казначейству США в 2002—2015 гг.

ФРС осуществляет денежную эмиссию, которую в основном направляет на покупку обязательств (облигаций) казначейства США (лишь в особых случаях покупаются другие активы). Таким образом, обменные операции с долларами основаны лишь на доверии к правительству США и финансовой системе США в целом.
Помимо части сеньоража в виде процентных выплат по облигациям казначейства, доход ФРС составляют доходы от платёжных операций, депозитов, операций с ценными бумагами.
Члены и правление ФРС не становятся государственными служащими, но размер их вознаграждения устанавливает Конгресс США. В 2008 году годовая зарплата председателя составила 191 300 долларов США, остальных управляющих Совета — 172 200 долларов США.
После выплаты зарплат управляющим и сотрудникам ФРС и фиксированных дивидендов по акциям ФРС перечисляет остаток прибыли на счета казначейства, которые поступают в доходную часть бюджета.
Например, в 2010 году ФРС получила чистый доход 81,689 млрд долларов США, из которых 1,583 млрд было выплачено в качестве дивидендов акционерам, в доходную часть бюджета поступило 884 млн, выплаты казначейству США составили 79,268 млрд.
Текущий балансовый отчёт ФРС: Статистический отчёт ФРС, раздел H.4.1 (англ.)

### Самостоятельность
Предоставление широкой автономности ФРС при принятии решений сочетается с подотчётностью и проверяемостью деятельности, которая должна проходить в законодательно оговорённых рамках. Согласно закону о Федеральном резерве, ФРС ежегодно отчитывается перед палатой представителей Конгресса США, дважды в год — перед банковским комитетом Конгресса США.
Деятельность банков ФРС не менее раза в год проходит аудит Счётной палаты США (англ. Government Accounting Office) или крупных независимых аудиторских фирм национального уровня. Принятая в 1978 году поправка к закону о «Бухгалтерии и аудите» 1950 года регулирует деятельность аудиторов. Так, аудиты, проводимые в ФРС, не включают рассмотрения действий и решений, связанных с монетарной политикой (в том числе операций с банковскими займами) и любых других транзакций, авторизованных FOMC. Аудиторы также не проверяют операции ФРС на открытом рынке, транзакции с иностранными правительствами, банками и другими финансовыми организациями. В 1993 году Счётная палата США обратилась в Конгресс США с просьбой снять ограничения со своих аудиторских полномочий, но Конгресс ответил отказом. В 2009 году конгрессмен Рон Пол инициировал законопроект HR 1207 («Закон о прозрачности Федерального Резерва»), ставивший целью проведение одноразового полномасштабного аудита ФРС до конца 2010 года. 25 июля 2012 года законопроект был одобрен с некоторыми поправками Палатой Представителей со счётом голосов 327 «за» и 98 «против». Для окончательного принятия закона он должен получить поддержку в Сенате, при этом обе палаты должны прийти к консенсусу относительно содержания закона.

## Денежная масса в обращении

Составляющие денежной массы США с устранением сезонных колебаний с января 1959 года по февраль 2016 года (в миллиардах долларов)

Составляющие денежной массы США с устранением сезонных колебаний с февраля 1996 года по февраль 2016 года (в миллиардах долларов)

Отчёт о текущих показателях денежной массы в обращении регулярно публикует совет управляющих ФРС. Он отражает также динамику изменения основных денежных агрегатов М2 и М3, из которых основным финансово-банковским показателем находящейся в обращении денежной массы считается денежный агрегат М2.
Методика расчёта показателей определяется ФРС:
| Показатель | Описание |
| ---------- | --- |
| M0         | Общее количество наличных денег, плюс счета в центральном банке, которые могут быть обменяны на наличные. |
| M1         | M0 + часть M0 в качестве резерва или наличные в хранилище + депозиты до востребования («текущий чековый счёт», с которого снимаются деньги по чекам клиента или «текущий банковский счёт», возможна выписка чеков, в том числе привязанных к дебетным пластиковым картам)). |
| M2         | M1 + большинство срочных вкладов, депозитные счета денежного рынка, а также депозитные сертификаты до 100,000 долларов. |
| M3         | M2 + все остальные депозитные сертификаты, депозиты в евродолларах и сделки РЕПО. |

Данные по агрегату М3 заканчиваются в марте 2006 года, так как ФРС прекратила публиковать эти сведения, мотивируя тем, что стоимость сбора данных весьма существенная, а получаемая информация незначительна. Остальные три денежных агрегата будут продолжаться публиковаться в деталях и дальше.
Частичное банковское резервирование приводит к значительному превышению итоговой величины денежной массы над количеством денег центрального банка. Например, в январе 2007 года количество денег центрального банка было 750,5 миллиардов долларов, в то время как количество денег коммерческих банков (в агрегате М2) составляло 6,33 триллиона долларов.

## Критика деятельности ФРС
Как история принятия закона о ФРС, так и текущая деятельность ФРС является предметом различных обвинений и критики ФРС.
- По мнению Германа Грефа, значительную роль в наступлении кризиса 2008—2009 годов сыграла «противоречивая роль ФРС США. Она одновременно является центром национальной эмиссии и центром эмиссии мировой резервной валюты»[40]. Однако это противоречие было хорошо известно задолго до этого кризиса. Его сформулировал ещё в начале 1960-х Роберт Триффин, и с тех пор оно было известно в экономической литературе как парадокс Триффина.
- На видео «Главный инспектор ФРС не может объяснить, куда пропали 9 триллионов долларов» (англ.) во время слушаний в Комитете палаты представителей по финансовым услугам[англ.] конгрессмен Алан Грейсон[англ.] спрашивает главного инспектора ФРС Элизабет Коулман[41] о триллионах долларов, выданных в кредит или потраченных ФРС, и куда именно они пошли, и о триллионах внебалансовых обязательств. Элизабет Коулман отвечает, что главный инспектор не знает и не отслеживает, где эти деньги. Судя по отчёту Счётной палаты США (GAO), речь шла о кредитах первичным дилерам (PDCF) — овернайтах с залоговым обеспечением, то есть кредитах на один день, причём приводилась суммарная цифра за два года без учёта возвратов[42]. Это значит, что хотя общая сумма кредитов и составила за эти годы несколько триллионов долларов, величина кредита в любой текущий момент составляла в среднем лишь несколько миллиардов. Программа PDCF была закрыта 1 февраля 2010 г., и все кредиты были полностью возвращены Федрезерву. В настоящий момент информация о получателях кредитов PDCF доступна на сайте совета управляющих ФРС (англ.).)